# Бубнівська сільська рада (Городоцький район)
Бу́бнівська сільська́ ра́да — адміністративно-територіальна одиниця та орган місцевого самоврядування в Городоцькому районі Хмельницької області. Адміністративний центр — село Бубнівка.

## Загальні відомості
Бубнівська сільська рада утворена в 1921 році.
- Територія ради: 27,384 км²
- Населення ради: 915 осіб (станом на 2001 рік)
- Територією ради протікають річки Ошука, Сквила

## Населені пункти
Сільській раді були підпорядковані населені пункти:
- с. Бубнівка
- с. Калинівка
- с. Липівка

## Склад ради
Рада складалася з 12 депутатів та голови.
- Голова ради: Гуцал Володимир Данилович
- Секретар ради: Бублясь Марія Василівна

### Керівний склад попередніх скликань
| Прізвище, ім'я, по батькові | Основні відомості                                                                                  | Дата обрання | Дата звільнення |
| --------------------------- | -------------------------------------------------------------------------------------------------- | ------------ | --------------- |
| Гуцал Володимир Данилович   | Сільський голова, 1957 року народження, освіта вища, член Всеукраїнського об'єднання «Батьківщина» | 26.03.2006   | 31.10.2010      |
| Гуцал Володимир Данилович   | Сільський голова, 1957 року народження, освіта вища, безпартійний                                  | 31.10.2010   |                 |

Примітка: таблиця складена за даними сайту Верховної Ради України

### Депутати
За результатами місцевих виборів 2010 року депутатами ради стали:

#### За суб'єктами висування
| Суб'єкт висування | Кількість обраних депутатів | %    |
| ----------------- | --------------------------- | ---- |
| Самовисування     | 11                          | 91,7 |
| Партія регіонів   | 1                           | 8,3  |

#### За округами
| № округу        | Прізвище, ім'я, по батькові     | Дата визнання обраним | Освіта             | Партійна приналежність | Відомості про обраного депутата                     |
| --------------- | ------------------------------- | --------------------- | ------------------ | ---------------------- | --------------------------------------------------- |
| Партія регіонів |                                 |                       |                    |                        |                                                     |
| 5               | Медведєва Валентина Анатоліївна | 04.11.2010            | вища               | позапартійна           | Бубнівська загальноосвітня школа, вчитель           |
| Самовисування   |                                 |                       |                    |                        |                                                     |
| 1               | Горун Микола Сергійович         | 04.11.2010            | середня            | позапартійний          | тимчасово не працює                                 |
| 2               | Олійник Микола Францович        | 04.11.2010            | середня            | позапартійний          | Бубнівська загальноосвітня школа, кочегар           |
| 3               | Цапова Валентина Леонідівна     | 04.11.2010            | середня спеціальна | позапартійна           | Бубнівська сільська рада, головний бухгалтер        |
| 4               | Романчук Любов Іванівна         | 14.11.2010            | середня            | позапартійна           | Догляд за пристарілим                               |
| 6               | Юзвін Станіслав Йосипович       | 04.11.2010            | середня            | позапартійний          | пенсіонер                                           |
| 7               | Цьома Оксана Арсенівна          | 04.11.2010            | середня спеціальна | позапартійна           | с. Бубнівка, заготівельник молока                   |
| 8               | Радунь Оксана Михайлівна        | 04.11.2010            | середня спеціальна | позапартійна           | Липівський фельдшерсько-акушерський пункт, фельдшер |
| 9               | Бублясь Марія Василівна         | 04.11.2010            | середня спеціальна | позапартійна           | Бубнівська сільська рада, секретар                  |
| 10              | Мощанець Валентин Федорович     | 04.11.2010            | середня            | позапартійний          | тимчасово не працює                                 |
| 11              | Баранюк Петро Олексійович       | 04.11.2010            | середня            | позапартійний          | тимчасово не працює                                 |
| 12              | Солодковський Юрій Михайлович   | 04.11.2010            | середня            | позапартійний          | тимчасово не працює                                 |